# Pratt & Whitney Canada PT6

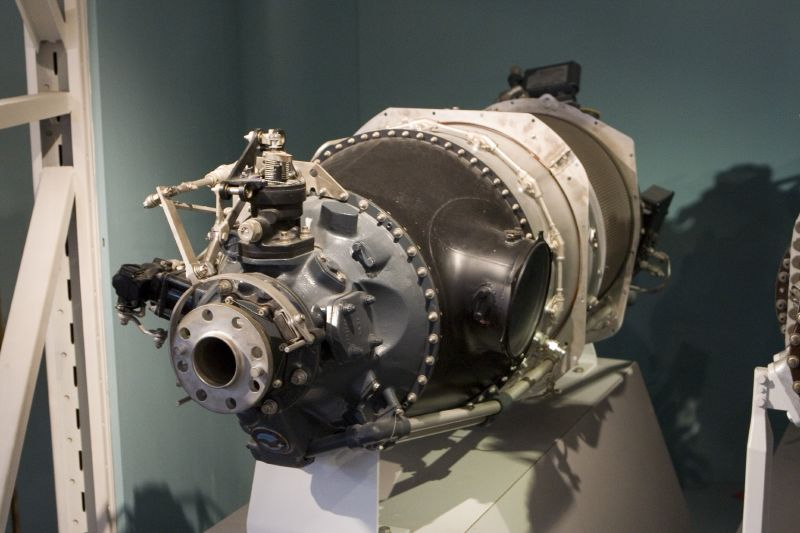
Pratt & Whitney Canada PT6

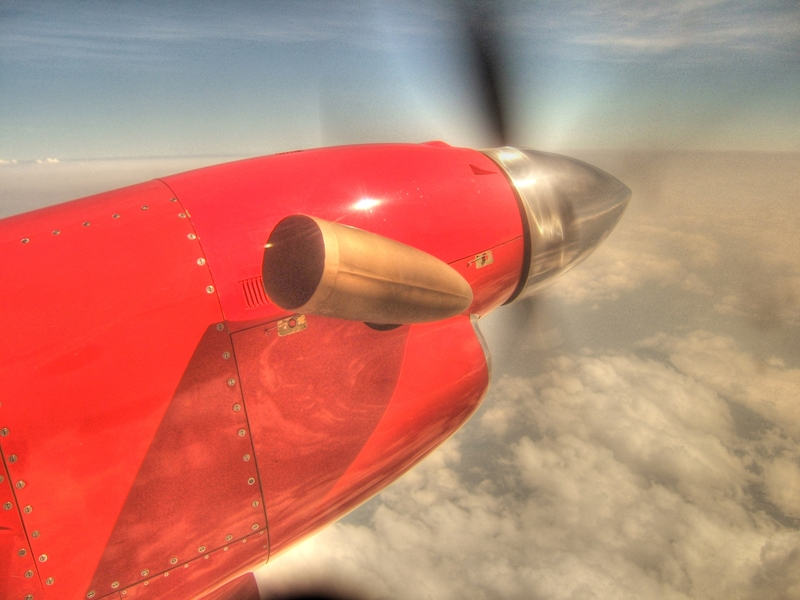
Eine PT6A-67D an einer Beechcraft 1900D. Gut zu sehen einer der vorn liegenden Gasaustrittsstutzen

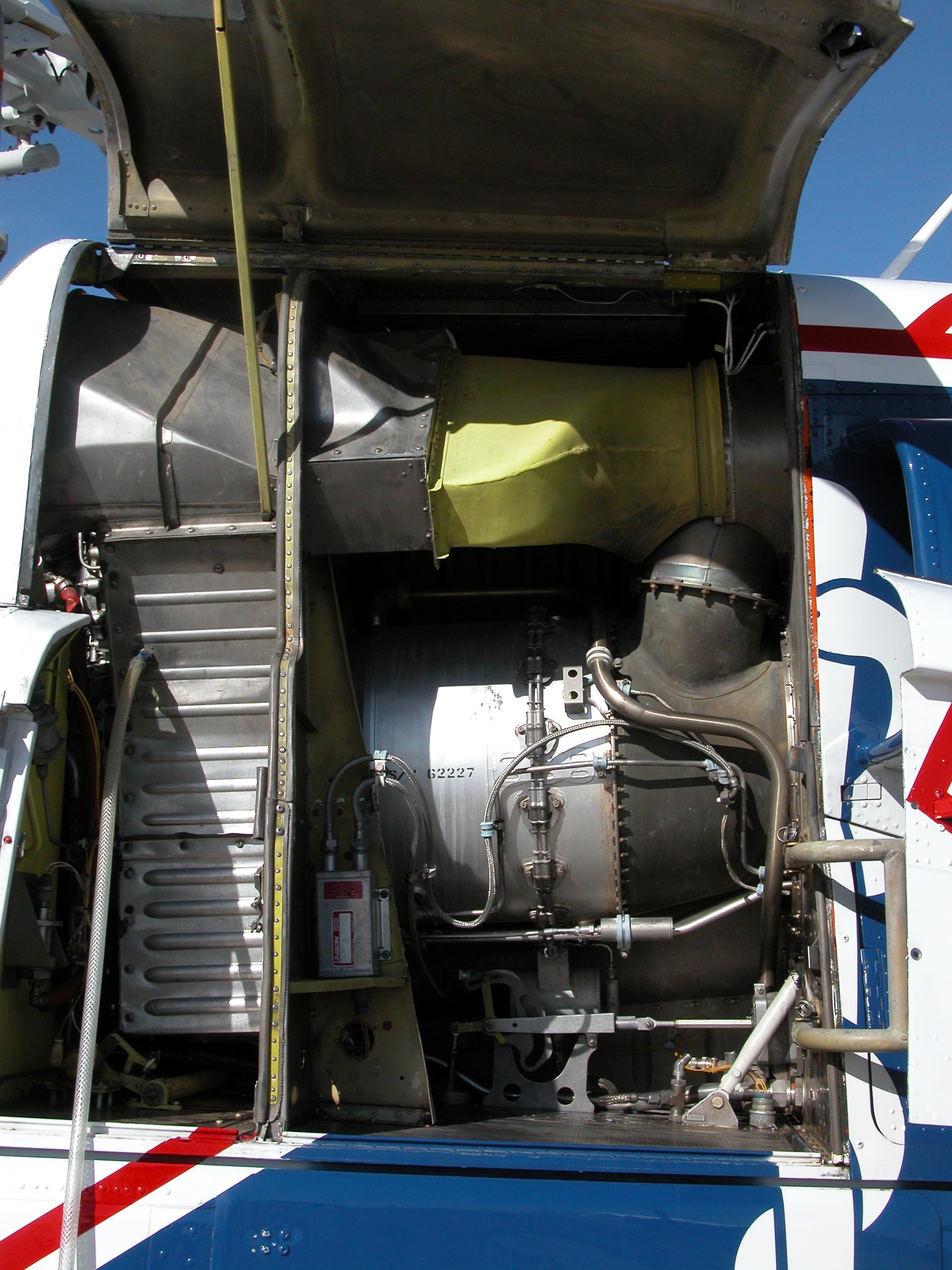
Eine PT6T-3B in einem Hubschrauber Bell 412

Die Pratt & Whitney Canada PT6 (militärische Bezeichnung Pratt & Whitney Canada T74) ist ein Wellentriebwerk des kanadischen Flugtriebwerkherstellers Pratt & Whitney Canada. Es wird sowohl für die Verwendung mit Luftschrauben (PT6A) als auch für den Antrieb von Hubschraubern (PT6B, C und T) hergestellt. Die PT6 ist wirtschaftlich außerordentlich erfolgreich. Die Großserienfertigung begann 1964. Anfang 2021 waren 50.000 dieser Triebwerke in 88 Versionen (davon über 65 PT6A) hergestellt, wovon noch über 25.000 im Einsatz waren. Davon tragen die Turboprop-Versionen mit kleiner Leistung die Kennung A-11 bis A-36 bzw. A-110 bis A-135, die mittlerer Leistung A-40 bis A-45R und die hoher Leistung A-60 bis A-68.

## Geschichte
Die ersten Prototypen liefen im November 1959 auf dem Prüfstand. Erste Flugversuche begannen im Mai 1961 mit einer Beech 18, bei der das Triebwerk im Rumpfbug der Maschine eingebaut war. Im Juli 1961 wurde ein militärisches T74-Hubschraubertriebwerk in einer Hiller Ten99 erstmals erprobt. Die Zulassung für die zivile Luftfahrt wurde 1963 erteilt. Im Dezember 1968 erwarb MAN Turbo eine Fertigungslizenz für die PT6A-27, um das Triebwerk in Deutschland bauen zu können.
Das erste Produktionsmodell, die PT6A-6, hatte eine Leistung von 404 kW (ca. 550 PS), während die aktuell leistungsstärkste Ausführung (PT6A-67F) bereits eine Wellenleistung von 1.213 kW (ca. 1.650 PS) abgibt. Die Mean Time Between Overhaul liegt bei bis zu 6000 Betriebsstunden.
Die Version PT6T „Twin Pac“ (militärische Bezeichnung: T400) ist ein Hubschraubertriebwerk, bei dem zwei zum Teil verbesserte PT6A (beispielsweise bei PT6T-3 zwei PT6A-34) an ein gemeinsames Getriebe angeflanscht sind, das über eine einzelne Abtriebswelle mit 6.000 oder 6.600/min Ausgangsdrehzahl verfügt. Diese Triebwerkseinheit lief im Juli 1968 erstmals und wurde ab April 1969 in einer Bell 212 erprobt. Sie wird in drei Baureihen PT6T-3, -6 und -9 produziert, die sich in der Ausgangsleistung unterscheiden.
Die Version PT6B entstand auf Basis der PT6A durch Übernahme der Verbesserungen der PT6T-Baureihe.
1966 entstand eine Variante der PT6 für den Antrieb des leichten Schnellzuges UAC TurboTrain in den USA.  1968 wurde mit Lockheed ein Vertrag über die Lieferung von 156 Hilfstriebwerken für die Lockheed L-1011 TriStar abgeschlossen. Diese Antriebe auf Basis der PT6 erhielten die Bezeichnung ST6 (Stationary Turbine). In der Saison 1968 kam es mit dem Rennwagen Lotus 56 zu einem Einsatz der APU-Variante ST6 beim 500-Meilen-Rennen von Indianapolis. Da der Turbinenantrieb im Motorrennsport jedoch im Folgejahr vom United States Automobile Club verboten wurde, erfolgte keine Weiterentwicklung.
Bei der Version PT6C wurde auf das Untersetzungsgetriebe verzichtet, so dass die Turbine die Abtriebswelle direkt antrieb. Die neuesten Versionen (beispielsweise PT6C-67, das auf dem PT6A-67 beruht) werden über ein FADEC-System gesteuert. Es werden mindestens drei Varianten PT6C-67A, -67C und -67E produziert, die sich in ihrer Ausgangsleistung unterscheiden. Die PT6C-67A mit 1447 kW Leistung ist als Antrieb für den Tiltrotor AgustaWestland AW609 vorgesehen.

## Aufbau
Die Besonderheit dieses Triebwerks ist, dass es in Flugrichtung betrachtet von hinten nach vorne durchströmt wird. Die Ansaugluft wird im hinteren Teil des Triebwerkes über den ganzen Umfang radial durch ein Schutzgitter angesaugt. Der auf der Gasgeneratorwelle hinten angeordnete  Verdichter besteht aus drei, bei PT6C- und stärkeren PT6A-Triebwerken vier axialen Stufen und einem abschließenden Radialverdichterrad. Die verdichtete Luft durchläuft dann eine im Querschnitt S-förmige und konzentrisch um das Turbinengehäuse angeordnete Umkehr-Ringbrennkammer, in die durch 14 Düsen der Kraftstoff eingespritzt wird. Das Arbeitsgas durchströmt anschließend von hinten nach vorne eine einstufige Axialturbine, die den Verdichter antreibt sowie eine auf einer gesonderten, nach vorne führenden Welle angeordnete einstufige oder bei Turboprops hoher Leistung zweistufige Axialturbine für die Wellenleistung. Das Gas tritt dann bei den meisten Varianten hinter dem Abtriebsende durch zwei gegenüberliegende, seitlich angebrachte Austrittstutzen ins Freie; bei manchen Varianten sind andere Abgasführungen vorgesehen, z. B bei der PT6A-114 für die Cessna 208 Caravan mit einem Abgasrohr nach schräg unten oder den PT6-T für Hubschrauber. Die Turbopropvarianten verfügen über ein am vorderen Ende angeordnetes zweistufiges Luftschraubengetriebe, während die Ausführungen für Hubschrauber mit einem einstufigen Untersetzungsgetriebe ausgeführt sind.

## Technische Daten
| Name                             | PT6A-11AG           | PT6A-50             | PT6A-67P              | PT6A-68C                | PT6B-36A              | PT6B-37A              | PT6C-67B              | PT6C-67C                | PT6T-6B                 |
| -------------------------------- | ------------------- | ------------------- | --------------------- | ----------------------- | --------------------- | --------------------- | --------------------- | ----------------------- | ----------------------- |
| Durchmesser                      | 483 mm              | 483 mm              | 483 mm                | 483 mm                  | 825 mm × 495 mm       | 495 mm                | 584 mm                | 584 mm                  | 825 mm × 1105 mm        |
| Länge                            | 1,58 m              | 1,73 m              | 1,93 m                | 1,83 m                  | 1,5 m                 | 1,63 m                | 1,50 m                | 1,50 m                  | 1,67 m                  |
| Gewicht                          |                     | 193 kg              |                       |                         | 169 kg                | 172 kg                |                       | 205 kg                  |                         |
| Startleistung                    | 550 kW (ca. 750 PS) | 705 kW (ca. 960 PS) | 895 kW (ca. 1.220 PS) | 1.175 kW (ca. 1.600 PS) | 732 kW (ca. 1.000 PS) | 747 kW (ca. 1.020 PS) | 895 kW (ca. 1.220 PS) | 1.252 kW (ca. 1.700 PS) | 1.469 kW (ca. 2.000 PS) |
| spezifischer Kraftstoffverbrauch |                     | 353 g/ekWh          |                       |                         | 263 g/ekWh            | 265 g/ekWh            |                       |                         | 273 g/ekWh              |